# Peter Whitehead
Peter Nield Whitehead (* 12. November 1914 in Menston, Yorkshire, England; † 21. September 1958 in Lasalle, Frankreich) war ein britischer Automobilrennfahrer. Er nahm unter anderem an Formel-1- und Sportwagen-Rennen teil.

## Leben
Der vermögende Großgrundbesitzer und Wollhändler galt als einer der letzten reinen Herrenfahrer, der nur aufgrund des Vergnügens Rennen bestritt – dies allerdings mit Erfolg.
Bereits 1934 sah man ihn am Volant eines Riley 9, im Folgejahr gewinnt er das Bergrennen „Dancer´s End Hill-Climb“ auf einem Alta, 1936 jedoch schon in seinem Lieblingsrennwagen, einem ERA Typ B, dasselbe Rennen erneut. Diese Vorliebe teilte er übrigens mit Prinz Bira, der ebenfalls dieser Marke lange Zeit treu blieb. Nach zwei dritten Plätzen beim Großen Preis von Donington und in Brooklands wagte er 1938 den Start im fernen Australien, um beim dortigen Großen Preis auf dem Mount Panorama Circuit in Bathurst seinen kleinen Wagen derart respektlos über die Piste zu jagen, dass dem Publikum und der Konkurrenz nur das Staunen übrigblieb.
Der Zweite Weltkrieg setzte auch bei Whiteheads Fahrvergnügen eine Zäsur. Doch 1946 sah das Publikum ihn schon wieder auf seinem favorisierten schwarzen ERA beim Prescott-Bergrennen siegen.
Daraufhin entschied er sich, das bereits veraltete Modell gegen einen neuen, jedoch leider technisch unausgereiften 1,5-Liter-ERA-E auszutauschen, was er schnell bedauerte, da ihm bei der Isle-of-Man-Trophy, der inoffiziellen englischen Meisterschaft, die nötigen Pferdestärken fehlten und er „nur“ den zweiten Platz belegte. Folgerichtig überstand der „rasende Farmer“ 1948 einen Unfall beim Flughafen-Rennen von Croydon auf diesem Rennwagen nur mit schweren Verletzungen.
Zu diesem Zeitpunkt hatte er sich schon längst entschieden, dass ungeliebte ERA-E-Modell gegen einen italienischen Rennwagen auszuwechseln. Nach seiner Genesung holte er 1949 seine verschobene Reise nach Mailand nach, um sich dort überraschend einen 1,5-Liter-Ferrari 125 zu kaufen. Damit war er der einzige Privatfahrer, der sich ein solches Fahrzeug leisten wollte und konnte.
Mit seinem neuesten Errungenschaft gewann er alsbald am 25. September 1949 den Masaryk-Grand Prix im tschechoslowakischen Brünn, wobei man anmerken muss, dass dieses Rennen bereits nach dem technischen Reglement der nächstjährigen ersten Formel-1-Weltmeisterschaft ausgetragen wurde. Beim Grand Prix in Goodwood sprang der zweite, beim Großen Preis von Belgien in Spa-Francorchamps der vierte und schließlich beim Grand Prix von Frankreich in Reims der dritte Platz heraus, sodass Whitehead mit seiner Neuerwerbung mehr als zufrieden sein konnte und zuversichtlich auf die kommende Saison schauen konnte.
Während der Automobil-Weltmeisterschaft 1950 sollte es wieder das Rennen in Reims sein, wo er zu glänzen verstand. Er lag mit dem 12-Zylinder-Renner, der seinen 1,5-Liter-Hubraum auf schnapsglasgroße Zylinderchen verteilte, schon in Führung, als ein ihn ein Getriebe-Defekt zwang langsamer zu fahren. Dennoch stand er als Dritter hinter Juan Manuel Fangio und Luigi Fagioli (beide Alfa Romeo) immerhin noch auf dem Siegerpodest – allerdings mit zwei Runden Rückstand gewertet. In der Endabrechnung des Jahres belegte er den neunten Platz mit vier Punkten.
Die folgende Saison 1951 bestritt Whitehead wieder auf dem Modell des Vorjahres, um es aber schnell ebenso wie Ferrari selbst gegen den besseren Typ 375F1 V12 auszutauschen. Als begüteter Herrenfahrer leistete es sich der Farmer nie zu einem Werksteam zu gehen, Werkswagen zu ordern, bereitete ihm jedoch sichtliches Vergnügen. In jener Saison konnte er jedoch mangels Glück gegen die Armada der Alfa Romeo und Ferrari-Werksrennfahrer, die sich schon gegenseitig fast sämtliche Platzierungen abnahmen, nicht bestehen. 1951 war insgesamt ein enttäuschendes Jahr für alle Privatfahrer und kleineren Teams. Dafür hielt sich Whitehead mit dem Sieg an der Seite von Peter Walker beim 24-Stunden-Rennen von Le Mans auf einem Jaguar XK 120 C schadlos. Außerdem belegte er bei den nicht zur Weltmeisterschaft zählenden Grands Prix von Rouen und Bordeaux jeweils den dritten Platz.
Die beiden folgenden Jahre sah man Whitehead aufgrund der erdrückenden Dominanz der Werksteams in der nahen Formel 2, bei denen mit einem Alta-F2/4 und einem Ferrari 125 V12 F2 gute Platzierungen sammelte.
Seinen größten Erfolg in jenen Jahren erzielte er allerdings beim 12-Stunden-Rennen von Reims am Steuer eines Jaguar D-Type, gemeinsam mit Ken Wharton und feierte damit den ersten Sieg eines Jaguar D-Type. Überhaupt galt Whitehead als hervorragender Fahrer bzw. Copilot bei Langstreckenrennen für Sportwagen. Beim Sieg des 9-Stunden-Rennes von Goodwood fuhr er zusammen mit Ian Stewart, beim Sieg 1954 zusammen mit Ken Wharton.
Zwischen 1954 und 1957 versuchte sich Peter Whitehead erneut sporadisch mit einem Cooper-T24-Alta und einem Ferrari bei Rennen der jeweiligen Fahrerweltmeisterschaft, aber wie schon 1953 machte ihm entweder der Motor oder andere technische Defekte ein Erfolg unmöglich. Mehrere zweite und dritte Plätze bei Rennen in Neuseeland und Australien sowie der Sieg der „Wakefield Trophy“ in Irland auf einem Cooper-Jaguar war seine letzten erfolgreichen Stationen.
Trotz seiner ruhigen und zuverlässigen Fahrweise fand auch er den typischen Rennfahrer-Tod jener Epoche. Mit seinem Halbbruder Graham Whitehead, der als verlässlicher Copilot bei Langstreckenrennen galt, fuhr er auf einem Jaguar die Tour de France für Automobile. Am 21. September 1958 steuerte Graham nach Einbruch der Dunkelheit den Boliden, als in Lasalle bei Nîmes der Wagen ein morsches Brückengeländer durchschlug, in eine Schlucht stürzte und beim Aufprall Whitehead unter sich begrub.
Seine Kollegen beschrieben Whitehead als „ruhig wie zehn Engländer (…) äußerst zuverlässig (…) mit einem ordentlichen Schuss hintergründigem Humor“, der sich trotz Reichtum und sportlichen Erfolgen eine natürliche Bescheidenheit bewahrt hatte.

## Statistik

### Statistik in der Automobil-Weltmeisterschaft

#### Gesamtübersicht
| Saison | Team            | Chassis              | Motor            | Rennen | Siege | Zweiter | Dritter | Poles | schn. Rennrunden | Punkte | WM-Pos. |
| ------ | --------------- | -------------------- | ---------------- | ------ | ----- | ------- | ------- | ----- | ---------------- | ------ | ------- |
| 1950   | Peter Whitehead | Ferrari 125          | Ferrari 1.5 V12s | 2      | −     | −       | 1       | −     | −                | 4      | 9.      |
| 1951   | Peter Whitehead | Ferrari 125          | Ferrari 1.5 V12s | 3      | −     | −       | −       | −     | −                | −      | NC      |
| 1951   | G.A. Vandervell | Ferrari 375 Thinwall | Ferrari 4.5 V12  | 1      | −     | −       | −       | −     | −                | −      | NC      |
| 1952   | Peter Whitehead | Alta F2              | Alta 2.0 L4      | 1      | −     | −       | −       | −     | −                | −      | NC      |
| 1952   | Peter Whitehead | Ferrari 125          | Ferrari 1.5 V12  | 1      | −     | −       | −       | −     | −                | −      | NC      |
| 1953   | Atlantic Stable | Cooper T24           | Alta 2.5 L4      | 1      | −     | −       | −       | −     | −                | −      | NC      |
| 1954   | Peter Whitehead | Cooper T24           | Alta 2.5 L4      | 1      | −     | −       | −       | −     | −                | −      | NC      |
| Gesamt | Gesamt          | Gesamt               | Gesamt           | 10     | −     | −       | 1       | −     | −                | 4      |         |

#### Einzelergebnisse
| Saison | 1   | 2 | 3   | 4   | 5 | 6   | 7   | 8 | 9 |
| ------ | --- | - | --- | --- | - | --- | --- | - | - |
| 1950   |     |   |     |     |   |     |     |   |   |
|        | DNS |   |     |     | 3 | 7   |     |   |   |
| 1951   |     |   |     |     |   |     |     |   |   |
| DNF    |     |   | DNF | 9   |   | DNF |     |   |   |
| 1952   |     |   |     |     |   |     |     |   |   |
|        |     |   | DNF | 10  |   |     | DNQ |   |   |
| 1953   |     |   |     |     |   |     |     |   |   |
|        |     |   |     |     | 9 |     |     |   |   |
| 1954   |     |   |     |     |   |     |     |   |   |
|        |     |   |     | DNF |   |     |     |   |   |

| Legende  | Legende            | Legende                                                          |
| Farbe    | Abkürzung          | Bedeutung                                                        |
| -------- | ------------------ | ---------------------------------------------------------------- |
| Gold     | –                  | Sieg                                                             |
| Silber   | –                  | 2. Platz                                                         |
| Bronze   | –                  | 3. Platz                                                         |
| Grün     | –                  | Platzierung in den Punkten                                       |
| Blau     | –                  | Klassifiziert außerhalb der Punkteränge                          |
| Violett  | DNF                | Rennen nicht beendet (did not finish)                            |
| Violett  | NC                 | nicht klassifiziert (not classified)                             |
| Rot      | DNQ                | nicht qualifiziert (did not qualify)                             |
| Rot      | DNPQ               | in Vorqualifikation gescheitert (did not pre-qualify)            |
| Schwarz  | DSQ                | disqualifiziert (disqualified)                                   |
| Weiß     | DNS                | nicht am Start (did not start)                                   |
| Weiß     | WD                 | zurückgezogen (withdrawn)                                        |
| Hellblau | PO                 | nur am Training teilgenommen (practiced only)                    |
| Hellblau | TD                 | Freitags-Testfahrer (test driver)                                |
| ohne     | DNP                | nicht am Training teilgenommen (did not practice)                |
| ohne     | INJ                | verletzt oder krank (injured)                                    |
| ohne     | EX                 | ausgeschlossen (excluded)                                        |
| ohne     | DNA                | nicht erschienen (did not arrive)                                |
| ohne     | C                  | Rennen abgesagt (cancelled)                                      |
| ohne     | keine WM-Teilnahme |                                                                  |
| sonstige | P/fett             | Pole-Position                                                    |
| sonstige | 1/2/3/4/5/6/7/8    | Punktplatzierung im Sprint-/Qualifikationsrennen                 |
| sonstige | SR/kursiv          | Schnellste Rennrunde                                             |
| sonstige | *                  | nicht im Ziel, aufgrund der zurückgelegten Distanz aber gewertet |
| sonstige | ()                 | Streichresultate                                                 |
| sonstige | unterstrichen      | Führender in der Gesamtwertung                                   |

### Le-Mans-Ergebnisse
| Jahr | Team                     | Fahrzeug              | Teamkollege      | Platzierung | Ausfallgrund       |
| ---- | ------------------------ | --------------------- | ---------------- | ----------- | ------------------ |
| 1950 | Peter Walker             | Jaguar XK 120S        | John Marshall    | Rang 15     |                    |
| 1951 | Jaguar Cars Ltd.         | Jaguar XK 120GS       | Peter Walker     | Gesamtsieg  |                    |
| 1952 | Jaguar Cars Ltd.         | Jaguar C-Type         | Ian Stewart      | Ausfall     | Zylinder überhitzt |
| 1953 | Jaguar Cars Ltd.         | Jaguar C-Type         | Ian Stewart      | Rang 4      |                    |
| 1954 | Jaguar Cars Ltd.         | Jaguar D-Type         | Ken Wharton      | Ausfall     | Getriebeschaden    |
| 1955 | Cooper Car Company       | Cooper T38            | Graham Whitehead | Ausfall     | Ölleck             |
| 1957 | David Brown              | Aston Martin DBR2/370 | Graham Whitehead | Ausfall     | Getriebeschaden    |
| 1958 | Graham & Peter Whitehead | Aston Martin DB3S     | Graham Whitehead | Rang 2      |                    |

### Einzelergebnisse in der Sportwagen-Weltmeisterschaft
| Saison | Team                         | Rennwagen                           | 1   | 2   | 3   | 4   | 5   | 6   | 7   |
| ------ | ---------------------------- | ----------------------------------- | --- | --- | --- | --- | --- | --- | --- |
| 1953   | Jaguar                       | Jaguar C-Type                       | SEB | MIM | LEM | SPA | NÜR | RTT | CAP |
| 1953   | Jaguar                       | Jaguar C-Type                       |     |     | 4   |     |     | DNF |     |
| 1954   | Jaguar                       | Jaguar D-Type                       | BUA | SEB | MIM | LEM | RTT | CAP |     |
| 1954   | Jaguar                       | Jaguar D-Type                       |     |     |     | DNF | 6   |     |     |
| 1955   | Cooper Peter Whitehead       | Cooper T38                          | BUA | SEB | MIM | LEM | RTT | TAR |     |
| 1955   | Cooper Peter Whitehead       | Cooper T38                          |     |     |     | DNF | DNF |     |     |
| 1956   | Graham Whitehead             | Jaguar D-Type                       | BUA | SEB | MIM | NÜR | KRI |     |     |
| 1956   | Graham Whitehead             | Jaguar D-Type                       |     | 6   |     |     |     |     |     |
| 1957   | Peter Whitehead Aston Martin | Aston Martin DB3S Aston Martin DBR2 | BUA | SEB | MIM | NÜR | LEM | KRI | CAR |
| 1957   | Peter Whitehead Aston Martin | Aston Martin DB3S Aston Martin DBR2 |     |     |     | 9   | DNF |     |     |
| 1958   | Graham Whitehead             | Aston Martin DB3S                   | BUA | SEB | TAR | NÜR | LEM | RTT |     |
| 1958   | Graham Whitehead             | Aston Martin DB3S                   |     |     |     | 8   | 2   |     |     |